# Palatul Episcopal din Satu Mare
Palatul Episcopal din Satu Mare este un monument istoric aflat pe teritoriul municipiului Satu Mare. În Repertoriul Arheologic Național, monumentul apare cu codul 136492.08.01.
Edificiul este sediul Diecezei de Satu Mare.